# Thomas L. Winthrop

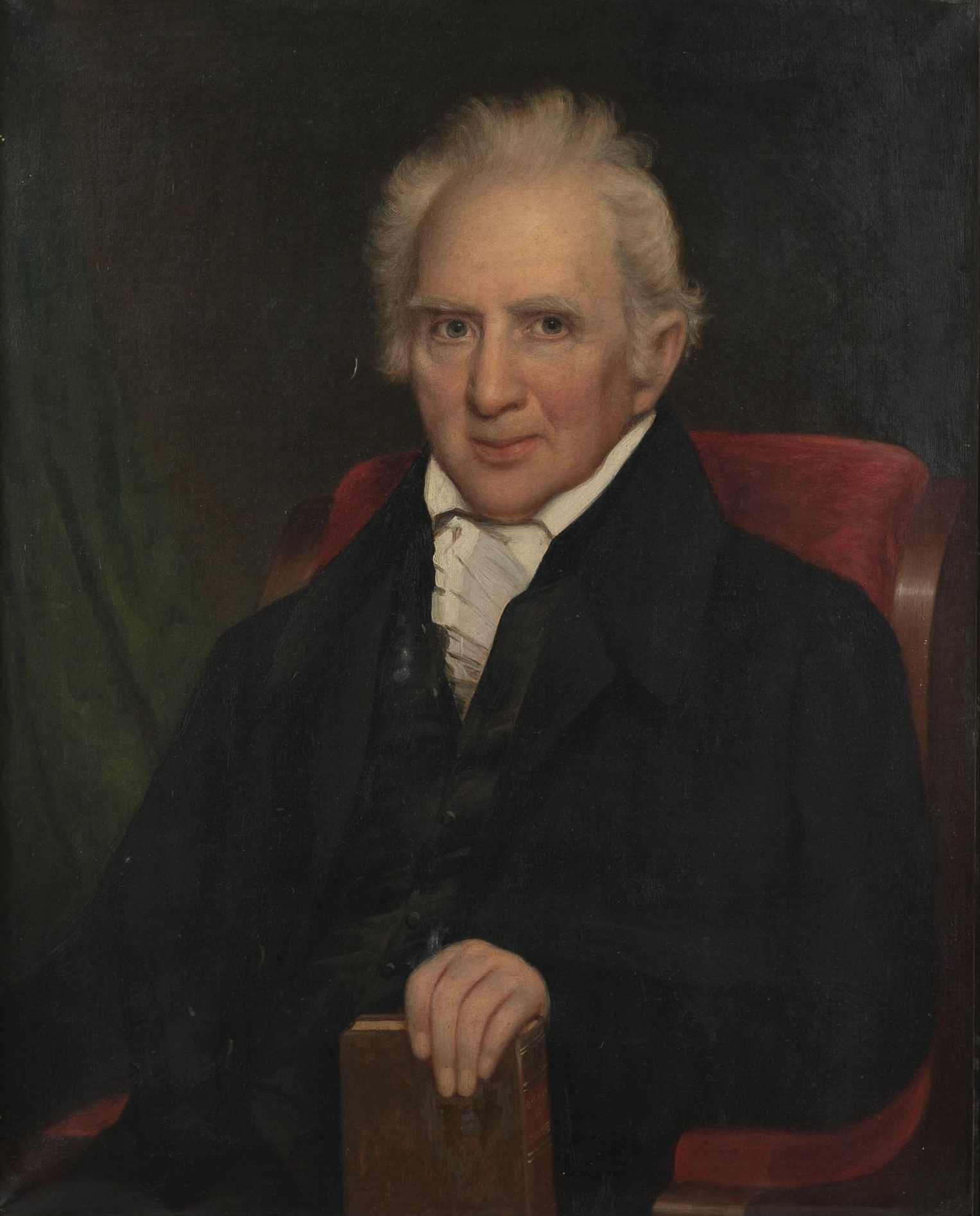
Thomas L. Winthrop (ca. 1838)

Thomas Lindall Winthrop (* 6. März 1760 in New London, Colony of Connecticut; † 22. Februar 1841 in Boston, Massachusetts) war ein US-amerikanischer Politiker. Zwischen 1826 und 1833 war er Vizegouverneur des Bundesstaates Massachusetts.

## Werdegang
Thomas Winthrop wurde in Connecticut geboren, wuchs aber größtenteils in Boston auf. Er entstammte der in Massachusetts bekannten Dudley-Winthrop-Familie, zu der auch John Kerry gehört, der ein Nachfahre Winthrops ist. Im Jahr 1780 absolvierte er die Harvard University. Danach wurde er ein erfolgreicher Kaufmann. Gleichzeitig schlug er eine politische Laufbahn ein. In seiner Heimat bekleidete er mehrere lokale Ämter. Er schloss sich der von Thomas Jefferson gegründeten Demokratisch-Republikanischen Partei an. Ab 1813 war er Mitglied der American Antiquarian Society, als deren Präsident er von 1828 bis 1841 fungierte. Im selben Jahr wurde er in die American Academy of Arts and Sciences gewählt. Er war außerdem Mitglied und Präsident der Massachusetts Historical Society.
1826 wurde Winthrop zum Vizegouverneur von Massachusetts gewählt. Dieses Amt bekleidete er zwischen 1826 und 1833. Dabei war er Stellvertreter von Gouverneur Levi Lincoln. Nach dem Ende seiner Zeit als Vizegouverneur widmete er sich historischen Angelegenheiten. Er starb am 22. Februar 1841 in Boston.